# Балакульский сельсовет
Балакульский сельсовет — упразднённые административно-территориальная единица и муниципальное образование со статусом сельского поселения в Лебяжьевском районе Курганской области Российской Федерации.
Административный центр — село Балакуль.

## История
Статус и границы сельского поселения установлены Законом Курганской области от 4 ноября 2004 года № 709 «Об установлении границ муниципального образования Балакульского сельсовета, входящего в состав муниципального образования Лебяжьевского района».
Законом Курганской области от 30 мая 2018 года N 48, в состав Елошанского сельсовета были включены все населённые пункты упразднённых Балакульского и Дубровинского сельсоветов.

## Население
| 1989 | 2002 | 2004 | 2010 | 2012 | 2013 | 2014 |
| ---- | ---- | ---- | ---- | ---- | ---- | ---- |
| 437  | ↘371 | ↗375 | ↘235 | ↘234 | ↗236 | ↘216 |
| 2015 | 2016 | 2017 | 2018 |      |      |      |
| ↘198 | ↘188 | ↘183 | ↘180 |      |      |      |

## Состав сельского поселения
| № | Населённый пункт | Тип населённого пункта       | Население |
| - | ---------------- | ---------------------------- | --------- |
| 1 | Балакуль         | село, административный центр | ↘214      |
| 2 | Урожайная        | деревня                      | ↘21       |